# Am Kuhbaum 50 (Mönchengladbach)

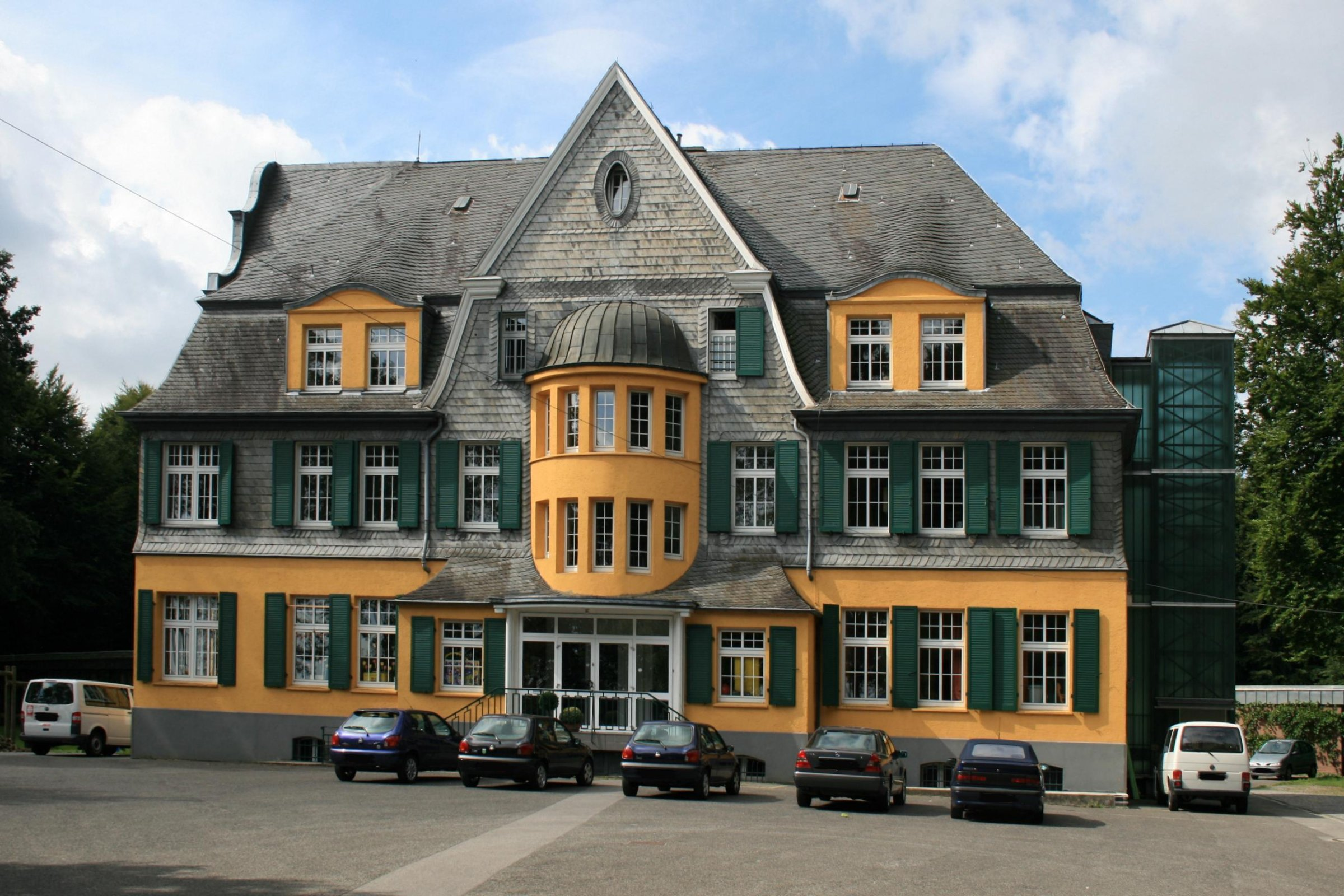
Paul Moor-Schule (2010)

Die Schule Am Kuhbaum 50 (Paul Moor-Schule) steht im Südosten des Stadtteils Hardter Wald in der Stadt Mönchengladbach in Nordrhein-Westfalen. Sie wurde 1913 erbaut. Das Haus ist unter Nr. A 020 am 7. September 1988 in die Denkmalliste der Stadt Mönchengladbach eingetragen worden.

## Architektur
Das stattliche Villengebäude des Klinikensembles der Louise-Gueury-Stiftung steht im Hardter Wald, in freier Anlehnung an Bürgerhäuser des Bergischen Barocks. zweigeschossiger Rechteckbau mit ausgebautem und zu einer Seite abgewalmtem Mansarddach. Symmetrisch gegliederte Schauseite in neun Achsen; scheitrecht überdeckte Fenster differierender Höhe und Breite, glatt in die Laibungen eingeschnitten. Rau verputztes Erdgeschoss und vom Dach bis über das Obergeschoss greifende Verschieferung der Wände. Betonung des Mitteljoches durch einen überhöhenden Dreiecksgiebel; im Erdgeschoss durch einen dreiachsigen Vorbau, in dem der über eine zweiläufige Treppe zugängliche Hauseingang angeordnet ist. Dem den Vorbau abschließenden Walmdach ist mittig ein bis in die Dachzone hochgeführter, das Treppenhaus enthaltener Erker in Segmentbogenform eingesetzt, den jeweils fünf schmale, übereinandergeordnete Hochrechteckfenster belichten.
Das kupfergedeckte Kuppeldach wird rechts und links von einem oblongen Fenster flankiert. In den beiden, den Giebel angrenzenden Achsen oberhalb des umlaufenden Dachgesims, jeweils eine zweifenstrige Dachgaube mit segmentbogigem Abschluss. Im oberen Giebelfeld ein einzelnes Hochovalfenster.
Die nordwestliche Seitenfront zeigt im Erd- und Obergeschoss drei von der Mitte nach rechts asymmetrisch angeordnete und eng zusammengefasste Hochrechteckfenster. Die Dachfläche unterhalb des Walms durchbricht eine breitgelagerte dreifenstrige Gaube, ebenfalls segmentbogig überkrönt. Ein in zwei Ebenen mit insgesamt fünf Fenstern belichteter Schweifgiebel akzentuiert die entgegengesetzte Seitenfront. Sie ist im Erdgeschoss durch Wandvorlagen in drei gleichformatige Wandfelder unterteilt, die jeweils durch ein breites Fenster geöffnet werden. Im Obergeschoss mittig ein vereinzeltes Fenster. Die Rückfront betont ein dem rechten Gebäudeabschnitt vorgelagerter Risalit mit analog der Seitenfront ausgebildetem Schweifgiebel. Die gleichmäßig dichte Befensterung entspricht im Wesentlichen der der Vorderseite; die beiden Dachgauben sind jedoch abweichend links des Giebels angeordnet.
Die Fenster sind sprossengeteilt in Kunststoff erneuert (sog. „Sprossen in Aspik“). Verändert ist ebenfalls der verglaste und kunststoffgefasste Eingangsbereich. Aus der Erbauungszeit erhalten haben sich die originalen Schlagläden. Das Innere ist der heutigen Nutzung als Tagungsbildungsstätte für geistig behinderte Kinder entsprechend modernisiert und umgebaut. Die ursprüngliche Raumordnung blieb dabei im Wesentlichen erhalten.